# Thức Bộ Tỉnh (Nhật Bản)
Thức Bộ Tỉnh (式部省 Shikibu-shō) là một bộ của triều đình Nhật Bản được thiết lập vào thế kỷ thứ tám, xác lập trong thời kỳ Asuka và được chính thức hóa trong thời kỳ Heian. Từ năm 758 (Thiên Bình Bảo Tự thứ 2) Thức Bộ Tỉnh đổi tên thành Văn Bộ Tỉnh (文部省 Monbu-shō)đến năm 764 (Thiên Bình Bảo Tự năm thứ 8) thì đổi lại như trước. Thức Bộ Tỉnh bị bãi bỏ dưới Thời kỳ Minh Trị.
Thức Bộ Tỉnh có Đường danh là Lại Bộ Tỉnh hoặc Lại Bộ và Hòa danh là Norinotsukasa (のりのつかさ).

## Tổng quan
Thức Bộ Tỉnh có thể được coi như Bộ Công Dân sự vụ (Ministry of Civil service), Bộ Quản lý dân sự (Ministry of Civil Adminitration) hay Lại Bộ theo hệ thống hành chính Trung Hoa
Chức năng của Thức Bộ Tỉnh là như sau:
- Giám sát danh sách các quan lại trong triều.
- Tham gia quá trình bổ nhiệm và khen thưởng quan lại từ tam phẩm trở lên.
- Giám sát việc giáo dục và thi cử.
- Bổ nhiệm những người quản lý các dinh thư của các vương gia, quý tộc, cũng như của các công khanh hàm tam phẩm hoặc hơn.
- Giám sát việc trợ cấp và quyên góp.
- Quyết định thư tự ưu tiên tại các lễ khen tưởng hay lễ hội.[1]

## Cấp bậc
Các chức vụ trong Thức Bộ Tỉnh:
- Thức Bộ khanh (式部卿 Shikibu-kyō?);[3] Vị trí này chỉ có thể do con trai hoặc một người họ hàng thân thích của Thiên hoàng nắm giữ. Sẽ có bảy cố vấn trực tiếp cho viên quan này:[4]
  - Thức Bộ Đại phụ (式部大輔 Shikibu-taifu?).[4]
    - Thức Bộ Thiếu phụ (式部少輔 Shikibu-no-shō?).[4]
    - Thức Bộ Đại thừa (式部大丞 Shikibu-no-dai-shō?), hai vị trí.[4]
    - Thức Bộ Thiếu thừa (式部少丞 Shikibu-no-shō-shō?), hai vị trí.[4]
    - Thức Bộ lục (式部録 Shikibu-no-sakan?), hai vị trí.[4]
      - Thức Bộ Đại lục (式部大録 Shikibu-no-dai-sakan?).[4]
      - Thức Bộ Thiếu lục (式部少録 Shikibu-no-shō-sakan?).[4]

  - Đại Học Đầu (大学頭 Daigaku no Kami?).[4]: Quan đứng đầu Đại Học Liêu (大学寮 Daigaku ryou?) tương đương với Tế tửu (Hiệu Trưởng) Quốc Tử Giám ở Việt Nam.
    - Kỷ truyền Bác sĩ (紀伝博士 Kiden-hakase?).[4]: Chuyên trách chép sử Nhật Bản và Trung Hoa.
    - Minh khiết Bác sĩ (明経博士 Myōgyō-hakase?).[4]: Chuyên trách kinh thư cổ điền Trung Hoa.
    - Minh pháp Bác sĩ (明法博士 Myōbō-hakase?).[4]: Chuyên trách luật pháp.
    - Toán Bác sĩ (算博士 San-hakase?).[4]: Chuyên trách về toán học.

  - Văn chương Bác sĩ (文章博士 'Monjō-hakase?)[4]: Trưởng thư lại Hoàng Gia, làm việc với sự trợ giúp của nhiều thư lại dưới quyền.
    - Trợ giáo (助教 Jokyō?).[4]: Đóng vai trò như trợ lý thứ nhất của Trường thư lại

  - Trực giảng (直講 Chok'kō?), hai vị trí.[4]. Chuyên viên giảng dạy văn chương Nhật Bản và Trung Hoa
  - Âm Bác sĩ (音博士 On-hakase?), hai vị trí.[4]. Chuyên viên giảng dạy phát âm.
  - Thư Bác sĩ (書博士 Sho-hakase?), hai vị trí.[4]. Chuyên viên giảng dạy thư pháp.